# Claire Gibault
Clare Gibault (Le Mans; 31 de octubre de 1945) es una directora de orquesta francesa. Es la fundadora y directora de la Orquesta Mozart de París. Fue parlamentaria europea de 2004 a 2009.

## Biografía
Claire Gibault nació en Le Mans, el 31 de octubre de 1945. Comenzó sus estudios musicales a los cinco años con el piano.

### Estudios musicales
A la edad de siete años comenzó a estudiar violín en el conservatorio de su ciudad natal. A los 13, obtuvo premios en violín y en música de cámara. A los 18 años se mudó a París, donde cursó en el Conservatorio de París. Ganó premios de armonía, de contrapunto, fuga, estética e historia de la música, y también de dirección orquesta.

### Carrera como directora de orquesta
Inició su carrera como directora con la Ópera Nacional de Lyon. Más adelante dirigió la Filarmónica della Scala y la Orquesta Filarmónica de Berlín, convirtiéndose en la primera mujer en dirigir ambas agrupaciones.
De 2000 a 2002 fue directora de la agrupación Musica per Roma. También fungió como la asistente de dirección de Claudio Abbado en La Scala de Milán, la Saatsoper de Viena y en la Royal Opera House. Es una de las fundadoras de la Orquesta Mozart de Bolonia.
También ha sido directora huésped de orquestas de diversos teatros, como la Ópera de Washington, la Filarmónica de París, la Ópera de Marsella y la Ópera Comique.
Ha colaborado con compositores contemporáneos, encargando obras, dirigiendo sus estrenos mundiales, tanto de obras sinfónicas como de óperas, como la ópera Colomba, de Jean-Claude Petit con la Opéra de Marseille y Veronica Franco de Fabio Vacchi. A Vacchi también le encargó una pieza para conmemorar el aniversario 250 de Beethoven en 2020; y éste concibió un melólogo titulado Beethoven the African, pieza inspirada en la novela de Nadine Gordimer, Beethoven era un dieciseisavo negro.
Fundó en 2011 la Orquesta Mozart de París, agrupación con la que dirige treinta veces por temporada. En 2018, dirigió la Orquesta Filarmónica de la UNAM con obras de Berlioz y Chopin. También fue parte del jurado del Premio Internacional de Dirección de Orquesta de la OFUNAM.
En 2020 organizó, juntó a la Filarmónica de París, el concurso internacional de dirección de orquesta La Maestra, sólo para mujeres. En la primera edición ganó la directora indonesa de 36 años, Rebecca Tong.

## Premios y distinciones
- 2016 - Oficial de la Legión de Honor por el gobierno francés.
- 2017 - Recibió el título de Comandante de las Artes y las Letras por parte del Ministerio de Cultura.

## Discografía
- Beethoven / Schubert / The Royal Philharmonic Orchestra, Claire Gibault. RPO Records, 1994.[9]
- Darius Milhaud: Un petit peu d'exercice, Un petit peu de musique, Récréation. Claire Gibault, Orchestre de l'Opéra de Lyon, Maîtrise de l'Opéra de Lyon.[10]
- Pictures of America: Natalie Dessay. Natalie Dessay, soprano; Paris Mozart Orchestra, Claire Gibault. Sony, 2016.[11]